# حرب بن شداد
حرب بن شداد، أبو الخطاب اليشكري البصري، من رواة الحديث وهو ثقة، مات في سنة إحدى وستين ومائة.

## روايته للحديث النبوي
- حدث عن: شهر بن حوشب، والحسن البصري، ويحيى بن أبي كثير، وطائفة .
- وعنه: عبد الرحمن بن مهدي، وأبو داود، وعمرو بن مرزوق، وعبد الصمد بن عبد الوارث، وعبد الله بن رجاء الغداني، فقد اشترك جماعة في الرواية عن هذا، وعن حرب بن ميمون المذكور.[2]

## الجرح والتعديل
- أبو أحمد بن عدي الجرجاني: لا بأس به وبرواياته عن كل من روى، ولحرب حديث صالح وخاصة عن يحيى بن أبي كثير وهو في يحيى بن أبي كثير وغيره: صدوق ثبت.
- أبو حاتم الرازي: صالح الحديث.
- أحمد بن حنبل: ثبت في كل المشايخ، ومرة: ثقة.
- ابن حجر العسقلاني: ثقة.
- الذهبي: ثقة.
- عبد الصمد بن عبد الوارث العنبري: ثقة.
- يحيى بن معين: صالح.[1]